# 阿爾卑斯坦山脈
47°14′57″N 9°20′36″E / 47.24917°N 9.34333°E

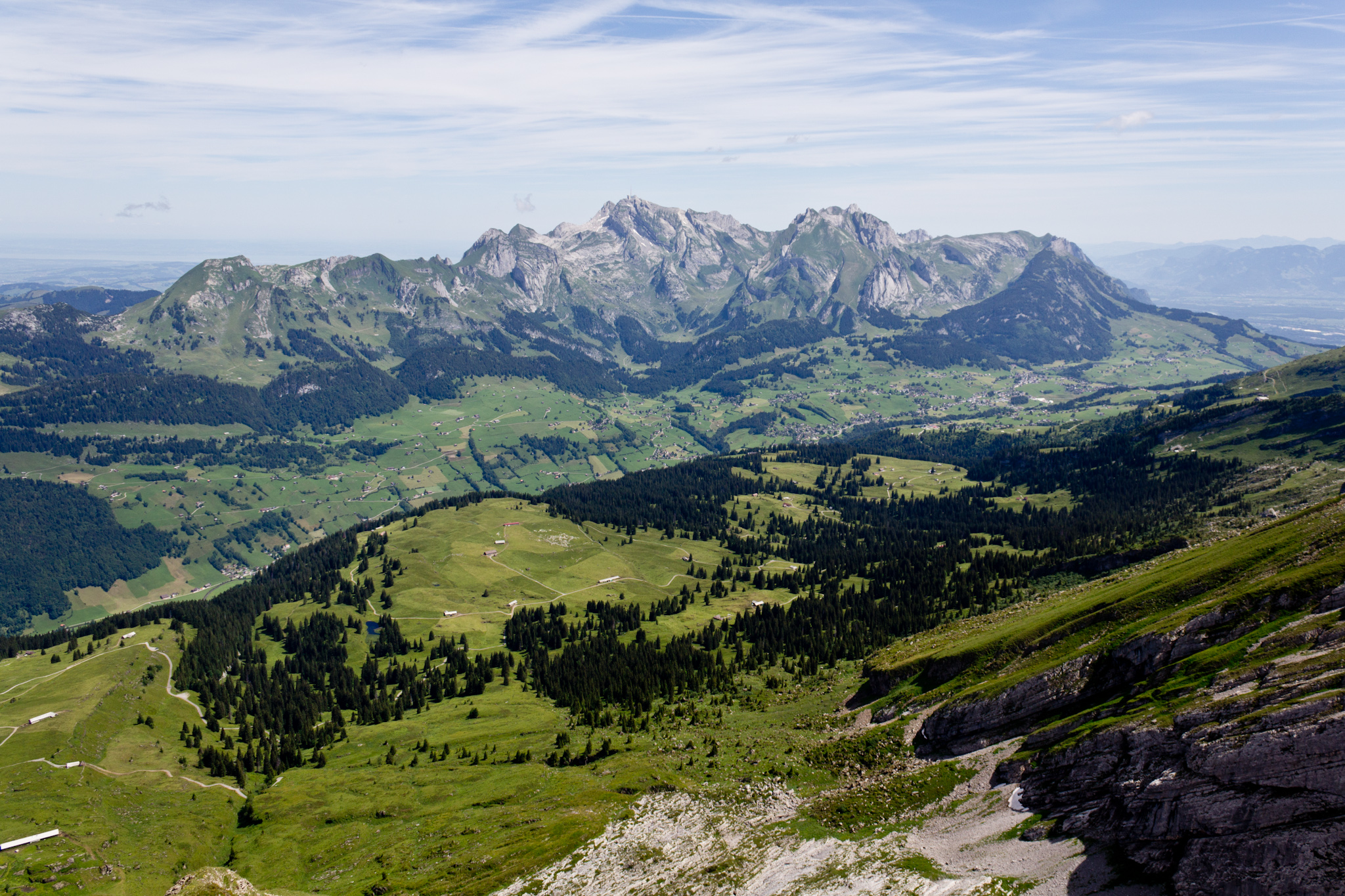

阿爾卑斯坦山脈（德語：Alpstein），是瑞士的山脈，位於該國東北部，橫跨聖加侖州、內阿彭策爾州和外阿彭策爾州，屬於阿彭策爾阿爾卑斯山脈的一部分，最高點为森蒂斯峰，海拔高度2502米。